# Ébaty
Ébaty – miejscowość i gmina we Francji, w regionie Burgundia-Franche-Comté, w departamencie Côte-d’Or.
Według danych na rok 1990 gminę zamieszkiwało 169 osób, a gęstość zaludnienia wynosiła 79 osób/km² (wśród 2044 gmin Burgundii Ébaty plasuje się na 742. miejscu pod względem liczby ludności, natomiast pod względem powierzchni na miejscu 1358.).